# Vävmagasinet
Vävmagasinet, även kallad Väv, är en specialtidskrift för handvävning. Första numret utkom 1982.
Tidskriften utkommer med fyra nummer per år och innehåller bland annat artiklar om textilkonst, vävning och information om utställningar. Vävmagasinet ges ut både på svenska och engelska med översättning till tyska, holländska och japanska.
Tidningen började ges ut även på engelska 2006. Tidskriften har en upplaga på omkring tretton tusen exemplar, varav tretusen på engelska. 
Lillemor Johansson startade och drev Vävmagasinet fram till 2003. Tina Ignell tog över Vävmagasinet från och med 2004, hon driver tidskriften tillsammans med sin make Bengt Arne Ignell.